# Gonzalo Campos López
Gonzalo Campos López (* 18. Dezember 1991 in Ceuta, Spanien) ist ein spanischer Musicaldarsteller, der in Deutschland arbeitet.

## Leben
Gonzalo Campos López ist im Dezember 1991 in Ceuta, Spanien, geboren. Er studierte von 2013 bis 2015 an der American Musical Theatre Academy in London. Während dieser Zeit stand er als Aschenputtels Prinz in Into the Woods  und in Janus Table im Londoner Lost Theatre auf der Bühne. Anschließend war er in verschiedenen Musicals in Madrid, London auf der AIDA Cruises zu sehen.
Für ein Engagement bei Tanz der Vampire führte es Campos López nach Deutschland. Er war bei der Tournee-Produktion zwischen Januar 2017 und September 2018 als Ensemble-Mitglied und als Nightmare Solo 1 und Nightmare Solo 2 sowie als Cover Alfred im Stage Palladium Theater (Stuttgart), im Theater an der Elbe (Hamburg) und im Musical Dome (Köln) zu sehen.
Von November 2018 bis September 2019 spielte Campos López im Ensemble und als Cover Strat und Blake im Musical Bat Out of Hell im Metronom Theater in Oberhausen. Anschließend übernahm er ab Oktober 2019 die Rolle des Omar sowie des alternierend Aladdins in Aladdin im Stage Apollo Theater in Stuttgart. Nachdem das Musical im März 2020 wegen der Corona-Pandemie eingestellt worden war, übernahm Campos López ab der Wiederaufnahme im November 2021 bis zur Dernière im Januar 2023 die Hauptrolle des Aladdin.
Campos López gehörte im April und Mai 2023 sowie Mai 2025 zu den Solisten der Produktion Disney in Concert.
Von November 2023 bis Juni 2024 sowie November 2024 bis Juni 2025 übernahm Campos López die sporadische Rolle des Tony in Leonard Bernsteins West Side Story am Theater Kiel. Parallel ist er ab 2024 als Angel Dumott Schunard in Rent zu sehen.
Seit Ende April 2024 spielt Campos López die Hauptrolle des Simba in dem Disney-Musical Der König der Löwen im Theater im Hafen Hamburg.

## Rollen (Auswahl)
- 01/2017–09/2018: Tanz der Vampire als Ensemble / Nightmare Solo 1 / Nightmare Solo 2 / Cover Alfred, Tournee (Stuttgart, Hamburg, Köln)
- 11/2018–09/2019: Bat Out of Hell als Ensemble / Cover Strat & Blake, Metronom Theater, Oberhausen
- 10/2019–03/2020: Aladdin als Omar / alternierender Aladdin, Stage Apollo Theater, Stuttgart
- 11/2021–01/2023: Aladdin als Aladdin, Stage Apollo Theater, Stuttgart
- 11/2023–06/2024, 11/2024–06/2025: West Side Story als Tony, Theater Kiel
- 02/2023–06/2024: Rent als Angel Dumott Schunard, Theater St. Gallen
- seit 04/2024: Der König der Löwen als Simba, Theater im Hafen Hamburg
- 07/2025–08/2025: Evita als Che, Schlossfestspiele Ettlingen